# По поводу Ниццы
«По поводу Ниццы» (фр. À propos de Nice) — немой документальный короткометражный фильм французского режиссёра Жана Виго 1930 года.

## История создания
Виго со своей женой были смертельно больны туберкулезом, и потому всё время проводили в Ницце, где Жан работал в маленькой фирме ассистентом оператора. Когда тесть подарил им 250 долларов, Виго не задумываясь потратил их на покупку камеры Derbie. Летом 1929 года в Париже Жан часто посещал киноклуб, собиравшийся в Вье Коломбье и Студии Урсулинок, здесь он познакомился с Борисом Кауфманом, к тому времени уже известным оператором. Кауфману понравилась идея фильма про Ниццу, и осенью 1929 года он со своей женой и семейством Виго начали трудиться над сценарием, а в конце года приступили к съёмкам.
Изначально предполагалось создать нечто вроде симфонии городу из трёх частей (море, земля и небо). Но Виго отверг этот план, стремясь избежать какой-либо схожести с фильмами о путешествиях. Его гораздо больше интересуют социальные аспекты. Центральной идеей фильма становится противопоставление безделья богачей на морском побережье с борьбой за существование бедняков на городских задворках.
Но по мере съёмок чёткий замысел сценария потерялся. Кое-что из задуманного снять не удалось по техническим причинам, а съёмки в казино просто не разрешили. Но главным, что подчинило замысел, была сила отдельных снятых кадров. Азарт погони за красивыми кадрами был настолько велик, что Кауфман и Виго устраивали настоящую охоту: спрятав камеру, они прогуливались по набережной, «отстреливая» живописную натуру. Создатели ленты отсняли огромное количество материала, и стоило немалого труда свести всё в единый фильм. Борис Кауфман писал, отмечая, что фильм снимался с документальной точки зрения: «Всё это может показаться сегодня наивным, но мы были искренни, намеренно отказываясь от всего, что было красочным, но лишённым значения, легковесным контрастом. История должна была быть понятной без титров или комментария. Мы снимали, рассчитывая на понимание зрителями с помощью одних ассоциаций».
Среди бумаг Виго сохранилось некое подобие пресс-релиза: «Жан Виго и Борис Кауфман только что закончили фильм „По поводу Ниццы“. Голубое небо, белые дома, ослепительное море, солнце, цветы всевозможных оттенков, сердце, полное счастья: вот, на первый взгляд, атмосфера Ниццы. Но это только видимость города наслаждений, видимость эфемерная, мимолетная и проникнутая смертью».
Критики восторженно встретили картину и сразу отметили талант Виго. Но прокат был не велик, эра немого кино ушла в небытие.